# NGC 1469
NGC 1469 ist eine linsenförmige Galaxie vom Hubble-Typ E-S0 im Sternbild Giraffe. Sie ist schätzungsweise 56 Millionen Lichtjahre von der Milchstraße entfernt.
Das Objekt wurde am 24. Februar 1886 von Lewis Swift entdeckt.